# Жозеф Диаз Жергон
Жозеф Диаз Жергон (на френски: Joseph Diez Gergonne) е френски математик и логик.

## Точка на Жергон
Точка на Жергон (англ. Gergonne point) е пресечната точка на отсечките свързващи допирните точки на вписаната окръжност с върховете на референтния триъгълник.
В произволен триъгълник от равнината може да бъде построена вписана окръжност, допираща се вътрешно да всяка от страните на референтния триъгълник. Център на окръжността е пресечна точка на ъглополовящите.
Допирните точки на вписаната окръжност със страните на референтния триъгълник са върхове на контактния триъгълник (вътрешно допирен триъгълник /in-touch triangle, contact triangle/).
Алгоритъмът на построителната задача точка на Жергон съдържа следните стъпки:
- по посочени координати на три не колинеарни точки A, B, C се построява референтния триъгълник;
- в цикъл се изчисляват координати за пета на  поредната ъглополовяща - на чертежа не са дадени;
- изчисляват се координати на пресечна точка между ъглополовящите - на чертежа т.Q център на вписаната окръжност;
- изчислява се дължина на радиус и се построява вписана окръжност - на чертежа с цвят син;
- в цикъл се изчисляват координати за допирна точка (т.K, т.M, т.N) между вписана окръжност и страна на референтния триъгълник - по алгоритъм представен в контактен триъгълник;
- в цикъл се построяват отсечки свързващи поредната допирна точка със срещулежащ връх на триъгълника - AK, BM, CN на чертежа със син цвят;
- изчисляват се координати на пресечна точка между отсечките - търсената точка на Жергон.